# Berrien, Finistère
Berrien (tiếng Breton: Berrien) là một xã của tỉnh Finistère, thuộc vùng Bretagne, miền tây bắc Pháp.

## Dân số
Người dân ở Berrien được gọi là Berriennois.